# カクダイ
株式会社カクダイは、日本の水道用品の製造・販売を行っている企業。本社は大阪市西区立売堀一丁目4番4号にある。

## 沿革
- 1879年 創業者の多田卯平が多田卯金物店を創業
- 1903年 二代目の多田卯吉がカクダイ印利器工匠具を取扱う
- 1948年 三代目の多田一夫が多田金物店に改称。水道用具を取扱う
- 1954年 株式会社多田商店に改組。4代目の多田凖二社長就任
- 1970年 株式会社カクダイ製作所に社名変更
- 1990年 株式会社カクダイに社名変更。ロゴマークを現在のKマークに変更。
- 1996年 5代目の永島康博社長就任

## 主な商品
- 水栓金具
- 洗面・バス・トイレ関連
- 緑化庭園商材

また、自社ホームページにて自動作図システム「KAKUZO」、Webカタログ、取替え動画水まわりDIYなどを公開している。
現在、日本でハイタンク式水洗トイレを製造している2社のうちの1社である(他に、折原製作所)。

## おもしろ蛇口
当社の特筆すべきこととして、おでん等ユニークな形状・商品名の蛇口を多品目販売していることが挙げられる。販売戦略の紆余曲折を経てたどり着いたのがブランディングであり、当社にとっては面白さを追求することがそれであった。結果認知度が向上し、メイン商品の売り上げ増・技術力や社員のモチベーションの向上に結び付いた。